# Yukinari Sugawara
Yukinari Sugawara (菅原 由勢 Sugawara Yukinari?, Aichi, 28 de junio de 2000) es un futbolista japonés que juega como defensa en el Southampton F. C. de la EFL Championship.

## Trayectoria

### Clubes
| Club                | País         | Año       |
| ------------------- | ------------ | --------- |
| Nagoya Grampus      | Japón        | 2018-2020 |
| AZ Alkmaar (cedido) | Países Bajos | 2019-2020 |
| AZ Alkmaar          | Países Bajos | 2020-2024 |
| Southampton F. C.   | Inglaterra   | 2024-     |